# Euphyia
Genre
Euphyia est un genre de lépidoptères (papillons) de la famille des géométridés, de la sous-famille des larentéiinés et de la tribu des Euphyiini ou des Xanthorhoini selon les classifications.

## Espèces rencontrées en Europe
- Euphyia adumbraria (Herrich-Schäffer, 1852)
- Euphyia biangulata (Haworth, 1809)
  - Euphyia biangulata baltica (Prout, 1939)
  - Euphyia biangulata biangulata (Haworth, 1809)
- Euphyia frustata  (Treitschke, 1828) - Laurentie fruste
  - Euphyia frustata frustata (Treitschke 1828)
  - Euphyia frustata fulvocinctata (Staudinger, 1871)
  - Euphyia frustata griseoviridis (Kitt, 1926)
- Euphyia mesembrina (Rebel, 1927)
- Euphyia unangulata (Haworth, 1809)